# La Marolle-en-Sologne
La Marolle-en-Sologne is een gemeente in het Franse departement Loir-et-Cher (regio Centre-Val de Loire) en telt 355 inwoners (1999). De plaats maakt deel uit van het arrondissement Romorantin-Lanthenay.

## Geografie
De oppervlakte van La Marolle-en-Sologne bedraagt 25,8 km², de bevolkingsdichtheid is 13,8 inwoners per km².
De onderstaande kaart toont de ligging van La Marolle-en-Sologne met de belangrijkste infrastructuur en aangrenzende gemeenten.

## Demografie
Onderstaande figuur toont het verloop van het inwonertal (bron: INSEE-tellingen).